# 若狭三方縄文博物館

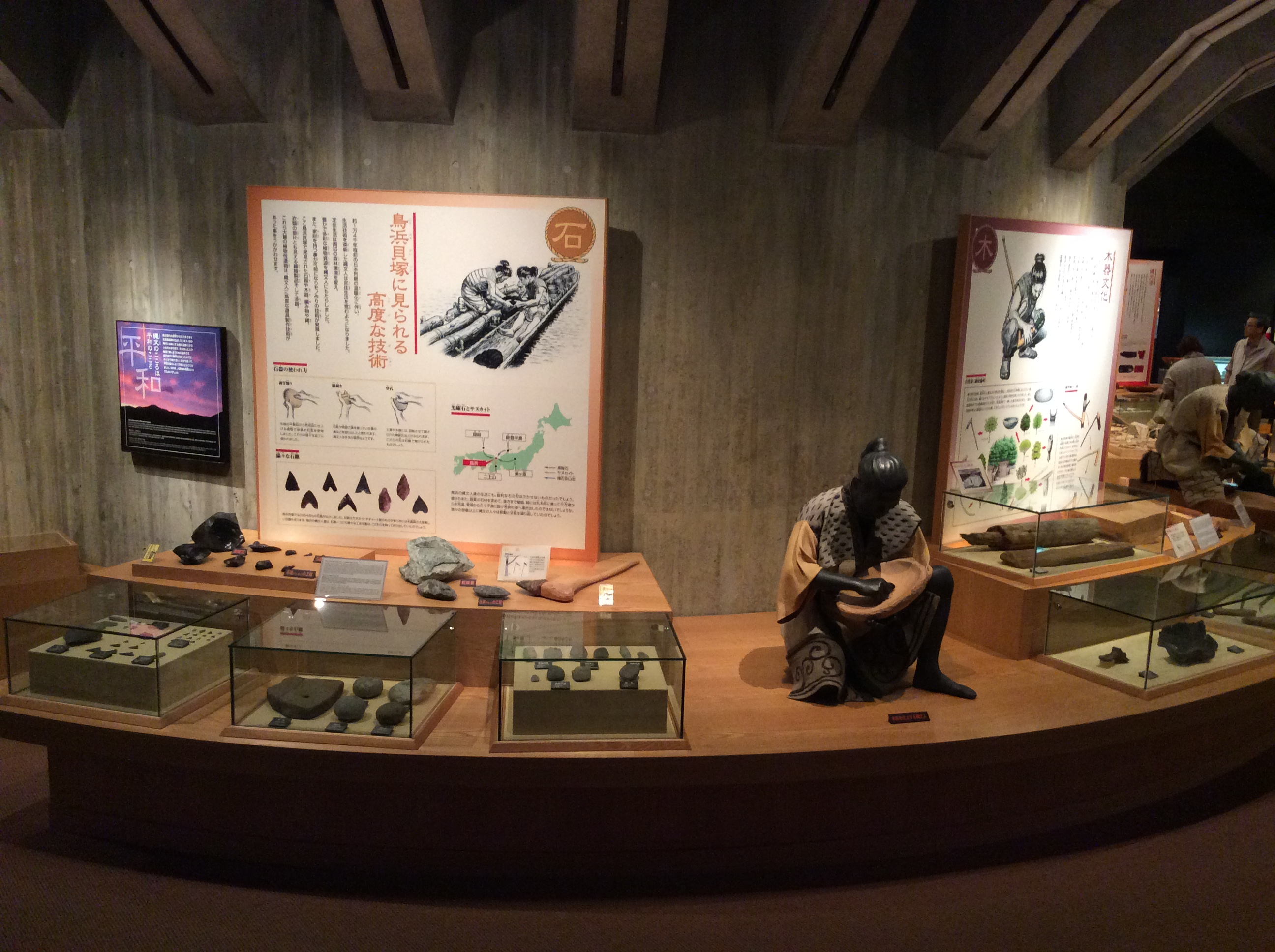
内部の展示の様子

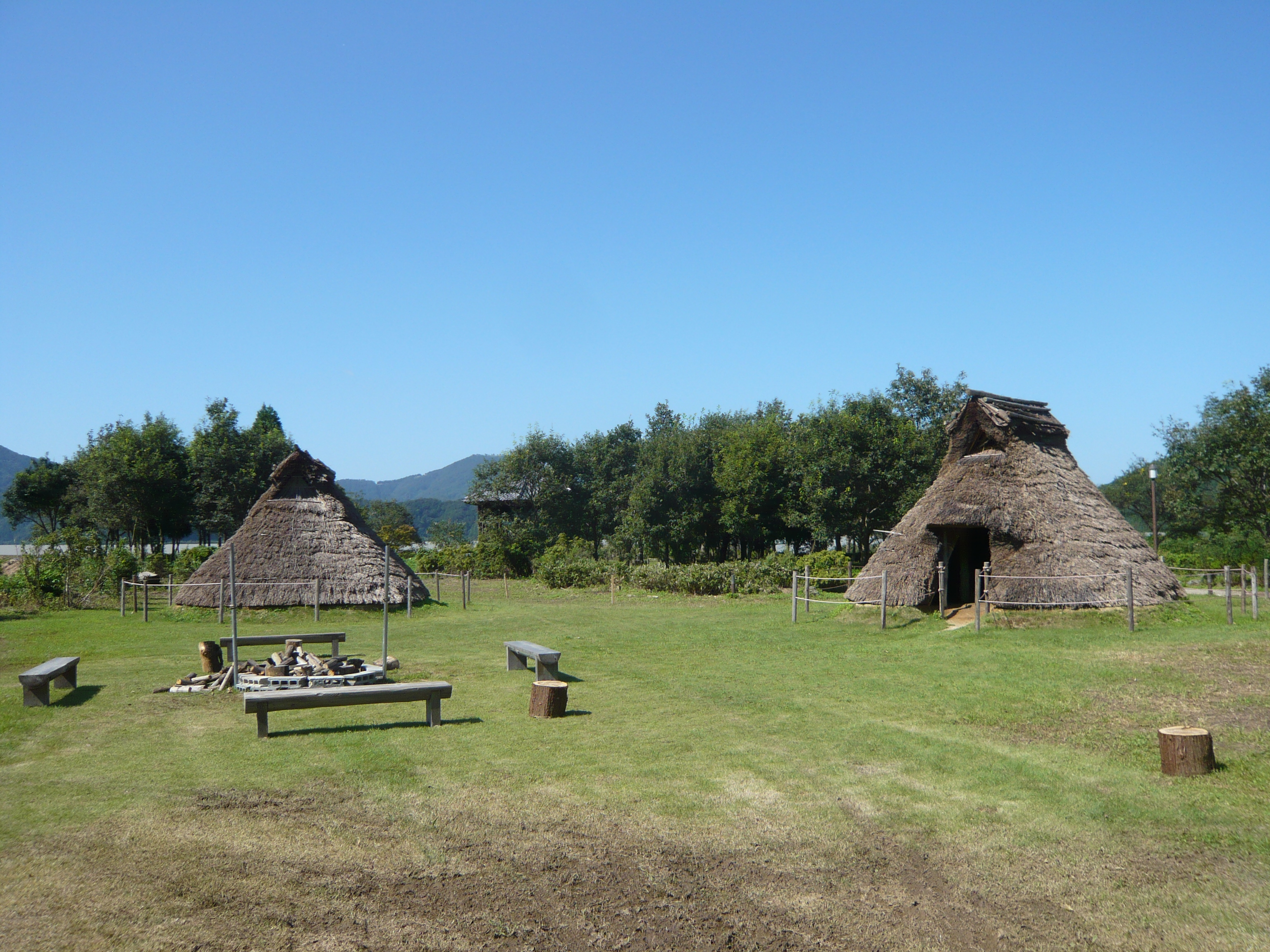
鳥浜貝塚の復元竪穴建物。

若狭三方縄文博物館（わかさみかたじょうもんはくぶつかん）は、福井県三方上中郡若狭町にある考古博物館。鳥浜貝塚の発掘調査の成果や、三方五湖の一つである水月湖の湖底で発見された7万年に及ぶ年縞に関する展示を行っている。初代館長は梅原猛である。

## 活動

### 常設展示
鳥浜貝塚の出土品を中心に縄文文化を紹介する。1階に縄文ホール（縄文時代の埋没林を展示）、縄文プロムナード（土偶を展示）、縄文土器を展示する土器の径（みち）、ユリ遺跡出土の丸木舟とその再現物などがある。また、中川毅立命館大学古気候学研究センター長の研究を中心とした水月湖の湖底で発見された年縞に関する展示もある。

### 体験講座
講座室では勾玉や土笛作り、火おこしなどの体験ができる。

### 講演会
縄文学、古環境学などのテーマについての講演会を主催する。

## アクセス
同じく三方五湖の三方湖のほとり、鰣川の河口近くに位置する。
- JR小浜線三方駅から徒歩20 - 25分ほど、レンタサイクルで10分ほどである。
- 若狭町営バス常神・三方線常神方面行きにて13分。縄文ロマンパーク下車すぐ。
- 舞鶴若狭自動車道 三方五湖スマートIC（ETC車専用）から約1 km。

## 近隣施設
同じ縄文ロマンパーク内に福井県年縞博物館がある。
屋外展示として竪穴建物（入場料不要）が復元されている。

## 利用情報
火曜日（祝休日の場合は開館し、翌日以降休館）、メンテナンス期間、年末年始に休館。